# Bohumil Gregor
Bohumil Gregor  (14. července 1926, Praha – 4. listopadu 2005, Praha) byl český dirigent působící řadu let rovněž v zahraničí.
Vystudoval Pražskou konzervatoř (dirigentské oddělení a kontrabas), poté pracoval jako dirigent v divadle 5. května (pozdější Státní opeře), v Národním divadle, v opeře Státního divadla v Brně a byl také šéfem opery Státního divadla v Ostravě.
V šedesátých a sedmdesátých letech 20. století působil v Královské opeře ve Stockholmu, ve Státní opeře v Hamburku, v Nizozemské opeře v Amsterodamu, v San Franciscu, Filadelfii a Washingtonu. Roku 1999 se vrátil do Státní opery Praha, kde pracoval jako hudební ředitel až do roku 2002.